# 奧杜邦 (新澤西州)
奧杜邦（英語：Audubon）是位於美國新澤西州康登縣的自治市鎮。

## 人口
根據2020年美國人口普查的數據，奧杜邦的面積為3.87平方千米，當中陸地面積為3.84平方千米，而水域面積為0.03平方千米。當地共有人口8707人，而人口密度為每平方千米2,250人。